# Klaus Wegner
Klaus Wegner (* 1951) ist ein ehemaliger deutscher Volleyballspieler.

## Karriere Volleyball
Klaus Wegner begann mit dem Volleyball 1965 beim USC Braunschweig und spielte später beim MTV Celle. Zu dieser Zeit hatte er auch seine ersten Auftritte in der deutschen Nationalmannschaft. Kurz nach den Olympischen Spielen in München, deren Teilnahme er knapp verpasste, wechselte Klaus Wegner zum Bundesligisten Hamburger SV. Mit dem HSV wurde er 1976 und 1977 Deutscher Meister und gewann 1974 und 1977 den DVV-Pokal. 1978 wechselte Klaus Wegner zum Zweitligisten 1. SC Norderstedt, mit dem er 1983 in die Bundesliga aufstieg. Später war Klaus Wegner Co-Trainer beim Hamburger Regionalligisten TuS Berne.